# What Happened to the Beach?
What Happened to the Beach? é o terceiro álbum de estúdio do cantor e compositor inglês Declan McKenna, lançado 9 de fevereiro de 2024 por seu próprio selo, Tomplicated Records. Produzido por Gianluca Buccellati e inspirado nas experiências de McKenna na Califórnia, o estilo e o som do álbum marcam um afastamento significativo de seu disco anterior, Zeros (2020). Quatro singles precedem What Happened to the Beach?, incluindo "Sympathy" e "Nothing Works".

## Antecedentes
Após uma turnê pela América do Norte em maio de 2023, para o álbum Zeros, ele lançou o single principal "Sympathy" em 6 de julho de 2023 junto com um videoclipe. Ele disse que a faixa era uma "introdução completa ao novo mundo que [ele] criou" e prometeu um forte afastamento sonoro de seu trabalho anterior. Um segundo single, "Nothing Works", foi lançado em 13 de setembro, quando McKenna anunciou o título e a data de lançamento de What Happened to the Beach?. Mais dois singles foram lançados posteriormente: "Elevator Hum" em 1 de dezembro de 2023, e "Mulholland's Dinner and Wine" em 18 de janeiro de 2024.

## Composição
Produzido por Gianluca Beccellati, What Happened to the Beach? é descrito como um "disco de guitarra pop pesado" e marcará uma mudança estilística de seu álbum anterior, Zeros. Em um comunicado à imprensa, McKenna citou Unknown Mortal Orchestra e St. Vincent como suas maiores inspirações para a gravação. Refletindo sobre Zeros, o cantor disse que queria se distanciar de seu palanque no novo álbum: “eu estava colocando muita pressão sobre mim mesmo no passado, quando só precisava diminuir um pouco a intensidade e me divertir”, disse.

## Faixas
Estas faixas são das edições físicas do álbum. As faixas 1, 8, 10 e 16 não estão incluídas nas versões digitais.
| N.º | Título                         | Compositor(es)                            | Produtor(es)       | Duração |  |
| 1.  | "Mystery Planet Pt. 1"         |                                           |                    |         |  |
| 2.  | "Wobble"                       | Declan McKenna Neil Comber                |                    | 2:43    |  |
| 3.  | "Elevator Hum"                 | McKenna Gianluca Buccellati               | Buccellati         | 3:55    |  |
| 4.  | "I Write the News"             | McKenna William John Titus Bishop         |                    | 2:45    |  |
| 5.  | "Sympathy"                     | McKenna Buccellati                        | Buccellati         | 3:05    |  |
| 6.  | "Mulholland's Dinner and Wine" | McKenna Buccellati                        | Buccellati         | 3:21    |  |
| 7.  | "Breath of Light"              | McKenna Jake Passmore                     |                    | 3:40    |  |
| 8.  | "Mystery Planet Pt. 2"         |                                           |                    |         |  |
| 9.  | "Nothing Works"                | McKenna Buccellati                        | McKenna Buccellati | 4:12    |  |
| 10. | "It Takes 4"                   |                                           |                    |         |  |
| 11. | "The Phantom Buzz (Kick In)"   | McKenna                                   |                    | 2:35    |  |
| 12. | "Honest Test"                  | McKenna                                   |                    | 3:12    |  |
| 13. | "Mezzanine"                    | McKenna Bishop Allie Buckley Brad Simpson |                    | 4:19    |  |
| 14. | "It's an Act"                  | McKenna                                   |                    | 5:00    |  |
| 15. | "4 More Years"                 | McKenna                                   |                    | 0:48    |  |
| 16. | "Mystery Planet Pt. 3"         |                                           |                    |         |  |